# Wirtschaftskammer Österreichs
De Wirtschaftskammer Österreichs (Nederlands: Economische Kamer van Oostenrijk, WKÖ) is een organisatie in Oostenrijk die de belangen van ca. 430.000 werkgevers en zelfstandige ondernemers behartigt. Lidmaatschap voor ondernemers en werkgevers is verplicht. De Wirtschafskammer is geen werkgeversorganisatie; lidmaatschap van een werkgeversorganisatie is in Oostenrijk vrijwillig. Wel zijn verschillende werkgeversorganisaties in de Wirtschaftskammer vertegenwoordigd.
In de Wirtschafskammer zijn rond de 120 branche-organisaties vertegenwoordigd, verdeeld over zeven deelgebieden:
- Nijverheid en handel;
- Industrie;
- Bank en verzekeringswezen;
- Transport en verkeer;
- Toerisme en recreatie;
- Informatie en consulting.

## Sozialpartnerschaft
De Wirtschaftskammer maakt deel uit van het op het corporatisme geschroeide systeem van Sozialpartnerschaft ("Sociaal Partnerschap"), dat een belangrijke rol speelt in het vaststellen van lonen en prijzen. Aan organisaties die deel uitmaken van het Sozialpartnerschaft zijn de Arbeiterkammer (Kamer van de Arbeid, voor werknemers), de Landwirtschaftskammern (Landbouwkamers, voor agrariërs) en koepelorganisatie van vakbonden ÖGB.

## Verkiezingen
Om de vijf jaar wordt de samenstelling van de Wirtschaftskammer vastgesteld middels verkiezingen. In iedere deelstaat kiezen de aangesloten leden een plenum dat op haar beurt de vertegenwoordigers van de Wirtschaftskammer kiezen. De Wirtschaftskammer bestaat uit verschillende fracties. De christendemocratische Österreichischer Wirtschaftsbund (ÖWB) vormt traditioneel de grootste fractie. Bij de verkiezingen van 2015 kreeg de ÖWB bijna 66% van de stemmen. De tweede fractie in de Wirtschaftskammer wordt gevormd door het sociaaldemocratische Sozialdemokratischer Wirtschaftsverband (SWV) die in 2015 11% van de stemmen kreeg. 
| Verkiezingen Wirtschaftskammer 2015 | Verkiezingen Wirtschaftskammer 2015 | Verkiezingen Wirtschaftskammer 2015 | Verkiezingen Wirtschaftskammer 2015 | Verkiezingen Wirtschaftskammer 2015 |
| Fractie                             | Fractie                             | Percentage                          | Verschil                            |                                     |
| ----------------------------------- | ----------------------------------- | ----------------------------------- | ----------------------------------- | ----------------------------------- |
|                                     | ÖWB                                 | 66,6%                               | 4,3%                                |                                     |
|                                     | SWV                                 | 10,08%                              | 0,7%                                |                                     |
|                                     | RWV                                 | 8,6%                                | 1,4%                                |                                     |
|                                     | GW                                  | 5,8%                                | 1,3%                                |                                     |
|                                     | Overigen                            | 3,2%                                | 0,8%                                |                                     |
| Totaal                              | Totaal                              | 100%                                |                                     |                                     |

## Deelstaten
Ieder van de negen deelstaten van Oostenrijk kent ook een eigen Wirtschaftskammer.

## Voorzitter
De huidige voorzitter is Christoph Leitl (ÖWB/ÖVP).